# Geoffrey Doumayrou

a Compétitions nationales et continentales officielles uniquement.

b Matchs officiels uniquement.
Dernière mise à jour le 24 février 2023.
Geoffrey Doumayrou, né le 16 septembre 1989 à Montpellier, est un joueur international français de rugby à XV évoluant au poste de centre. Il est le fils de Serge Doumayrou qui a soulevé le Bouclier de Brennus en 1983 avec Béziers, et le frère cadet de Quentin Doumayrou.
Avec le Stade français, il soulève le Bouclier de Brennus en 2015 puis remporte le Challenge européen en 2017. Il est de nouveau champion de France avec le club de Montpellier Hérault rugby en 2022.

## Biographie

### Carrière en club
À l'instar de ses coéquipiers François Trinh-Duc et Fulgence Ouedraogo, Geoffrey fait ses premiers pas à l'école de rugby du Pic Saint-Loup, puis finit sa formation au Montpellier Hérault rugby où il intègre l'équipe première lors de la saison 2008-2009.
Il fait partie de la promotion Albert Ferrasse (2007-2008) au Pôle France du Centre National de Rugby de Linas-Marcoussis aux côtés de, entre autres, Benjamin Fall, Alexandre Lapandry et Wenceslas Lauret.
Lors d'une interview en août 2010, le nouvel entraîneur du MHR, Fabien Galthié, voit en Geoffrey la possible révélation de la saison 2010-2011 arguant qu'il « a du talent et toutes les aptitudes pour progresser ». Il inscrit un triplé face au Racing Métro 92 pour son premier match de la saison 2010-2011 (2e journée du Top 14 Orange) au Stade Yves-du-Manoir de Montpellier.
Durant la saison 2016-2017, Geoffrey Doumayrou joue 24 matchs marquant 8 essais. Le Stade français se qualifie jusqu'en finale du Challenge européen où il affronte les Anglais de Gloucester. Pour ce match, il est titulaire au centre et inscrit un essai important à la 70e minute de jeu, scellant ainsi la victoire de son équipe qui s'impose sur le score de 25 à 17,. En championnat, les Parisiens terminent à la septième place et ne qualifient donc pas pour les phases finales.
Le 24 juin 2022, il dispute la finale du Top 14, affronte victorieusement le Castres olympique et devient champion de France avec l'équipe héraultaise.
En 2024, il met un terme à sa carrière de joueur et devient entraîneur du MHR aux côtés de ses anciens coéquipiers Joan Caudullo et Benoît Paillaugue.

### Carrière en équipe nationale
Depuis le Grand Chelem en 2010, son nom se retrouve régulièrement évoqué en sélection mais il ne parvient pas à franchir le cap, ce qui l'agace au plus haut point.
Il honore sa première cape internationale en équipe de France le 11 novembre 2017 contre l'équipe de Nouvelle-Zélande au Stade de France. Il est titularisé au centre au côté de Mathieu Bastareaud. Transparent lors de ses deux premières sélections, il n'est pas retenu pour le troisième test face au Japon. Il est en revanche retenu par le nouveau sélectionneur, Jacques Brunel, pour préparer le Tournoi des Six Nations 2018.
Titulaire dans le second match, contre l'Ecosse, aux côtés de Rémi Lamerat, il retrouve Mathieu Bastareaud pour la fin du tournoi. Après deux matchs ensemble dans la compétition, il alerte le grand public sur la difficile complémentarité sur le terrain avec lui, qui peut expliquer sa baisse de niveau et ses prestations moyennes. Contre l'Angleterre et le Pays de Galles, il retrouve son ancien coéquipier François Trinh-Duc à l'ouverture.
A l'orée de la saison 2018-2019, il est intégré à la liste XV de France de 40 joueurs et participe au premier stage de développement du 5 au 12 juillet 2018 au CNR de Marcoussis,.

## Palmarès
- Montpellier HR
  - Finaliste du Championnat de France en 2011
  - Vainqueur du Championnat de France en 2022

- Stade français
  - Finaliste du Challenge européen en 2013
  - Vainqueur du Championnat de France en 2015
  - Vainqueur du Challenge européen en 2017

- Stade rochelais
  - Finaliste du Challenge européen en 2019
  - Finaliste   de la Coupe d'Europe en 2021
  - Finaliste du Championnat de France en 2021